# Акім Тамірофф
Акім Михайлович Таміров (англ. Akim Tamiroff; 29 жовтня 1899 — 17 вересня 1972) — американський актор вірменського походження.

## Біографія
Акім Таміров народився, за одними даними, в Тифлісі, за іншими — в Баку у вірменській родині. У 19 років, приїхавши, на запрошення Річарда Болеславського, в Москву, Таміров поступив в школу при Художньому театрі. Після закінчення школи став актором МХТ.
У 1923 році під час гастролей театру в США разом з групою інших акторів вирішив не повертатися на батьківщину.
У перші роки в США Таміров грав у трупі Н. Балієва «Кажан» (Le Chauve-Souris), де познайомився з майбутньою дружиною — актрисою Тамарою Шейн; потім відкрив Академію сценічного гриму, яка збанкрутувала в 1929 році. Таміров намагався заробляти на життя навіть за кермом таксі.
Кар'єра Тамірова в Голлівуді почалася в 30-х роках, після посиленого вивчення англійської мови. Перший час він грав маленькі ролі, які не вказували в титрах, але успіх фільму «Королева Христина» (1933), де Тамірову дісталася чергова маленька роль, звернула на нього увагу режисерів. У 1934 році Таміров знявся в тринадцяти фільмах, наступного року — в п'ятнадцяти.
У 1936 році Таміров вперше був висунутий на кінопремію «Оскар» і уклав семирічний контракт зі студією Парамаунт. Ілля Ільф та Євген Петров перебували у США в 1936 році і в книзі «Одноповерхова Америка» розповіли про зустріч з колишнім російським актором, не назвавши його по імені: «Коли Художній театр був в Америці, один зовсім молоденький актор залишився зніматися в Голлівуді. Залишився на три місяці, а сидить вже більше десяти років. Він належить до числа тих, які досягають успіху. Справи його йдуть в гору. Він отримує п'ятсот доларів на тиждень».
Через сильний акцент Тамірову доводилося грати кого завгодно, тільки не американців. На початку 50-х років, коли Америку захлеснула хвиля маккартизму, Таміров на кілька років покинув країну; знімався в Англії, Франції, Німеччини, Іспанії, Італії, Монако, але врешті-решт повернувся до Голлівуду. За сорок років роботи в Голлівуді він знявся в 140 фільмах.
Акім Таміров помер у Каліфорнії від раку 17 вересня 1972 року.

## Визнання
За роль генерала Янга у фільмі «Генерал помер на світанку» (1936) Таміров отримав свою першу номінацію на премію «Оскар» в номінації «Найкраща чоловіча роль другого плану», а за роль командира партизанського загону Пабло у фільмі «По кому дзвонить дзвін» (1943) — друга. У 1943 році був удостоєний премії «Золотий глобус» у категорії «Найкращий актор другого плану» (фільм «По кому дзвонить дзвін»), ставши таким чином першим лауреатом «Золотого Глобуса» в цій номінації. На Голлівудській «Алеї слави» є його зірка.

## Вибрана фільмографія
- 1933 — Королева Христина / Queen Christina — Педро
- 1935 — Виграшний квиток
- 1935 — Китайські моря
- 1936 — Бажання / Desire — офіцер поліції
- 1936 — The General Died at Dawn
- 1937 — High, Wide, and Handsome
- 1938 — Dangerous to Know
- 1938 — Флібустьєр / The Buccaneer
- 1939 — Юніон Пасіфік / Union Pacific — Фієста
- 1943 — Сестра його дворецького / His Butler's Sister — Сергій Попов
- 1943 — По кому дзвонить дзвін / For Whom the Bell Tolls — Пабло
- 1945 — П'ять гробниць по дорозі в Каїр / Five Graves to Cairo — Фарід
- 1956 — Анастасія — Борис Андрійович Чернов
- 1958 — Печать зла / Touch of Evil
- 1960 — Одинадцять друзів Оушена / Ocean's Eleven — Спайрос Ацебос
- 1961 — Страшний суд / Il giudizio universale
- 1962 — Процес / The Trial
- 1964 — Топкапі / Topkapi — кухар Жерве
- 1965 — Альфавіль / Alphaville — Генрі Діксон
- 1965 — Марі Шанталь проти доктора Ха / Marie-Chantal contre docteur Kha — професор Ламбаре / доктор Ха
- 1966 — Полювання на лиса / Caccia alla volpe — Окра
- 1968 — Катерина Велика / Great Catherine
- 1969 — Дон Кіхот / Don Quijote de Orson Welles — Санчо Панса (незакінчений фільм режисера Орсона Уеллса)